# Terrence Crawford
Terrence Crawford (Oklahoma City, 4 febbraio 1982) è un ex cestista statunitense, professionista nella NBDL.
È il nipote di Tony Farmer.